# Primeira Liga Feminina da República Sérvia
A Premeira Liga Feminina da República Sérvia (em bósnio: Prva ženska liga RS) é um campeonato de segundo nível de futebol feminino na Bósnia e Herzegovina. Juntamente com a Primeira Liga feminina da Federação da Bósnia e Herzegovina formam o segundo e último escalão do futebol feminino no país.

## Formato
Como na Primeira Liga Feminina do FBiH, o número de participantes varia em cada temporada; podendo ter equipes rebaixadas da Premijer Ženska Liga dependendo de quem for rebaixado naquela temporada. Cada equipe se enfrenta duas vezes na temporada, em formato de turno e returno. O primeiro colocado é promovido a Premijer Ženska Liga da próxima temporada.

## Participantes em 20/21
Equipes participantes na temporada de 2020/2021:
| Clube            | Cidade   |
| ---------------- | -------- |
| Borac Šamac      | Šamac    |
| Čelik Doboj      | Doboj    |
| Drina Zvornik    | Zvornik  |
| Mladost Rogatica | Rogatica |
| Prijedor         | Prijedor |
| Sloga Petrovo    | Petrovo  |